# 圣约尔
圣约尔（法語：Saint-Yorre，法語發音：[sɛ̃.t‿jɔʁ]）是法国阿列省的一个市镇，位于该省东南部，属于维希区和维希城市公共社区。圣约尔因出产矿泉水而闻名。

## 地理
圣约尔（46°3'57"N, 3°27'51"E）面积6.35 平方千米，位于法国奥弗涅-罗讷-阿尔卑斯大区阿列省，该省份为法国中部省份，北起涅夫勒省、西北接谢尔省，西南至克勒兹省，南至多姆山省，东南临卢瓦尔省，东临索恩-卢瓦尔省。
与圣约尔接壤的市镇（或旧市镇、城区）包括：阿布雷、比塞、欧特里沃、马里奥勒、圣普列斯特-布拉姆方、圣西尔韦斯特-普拉古兰。

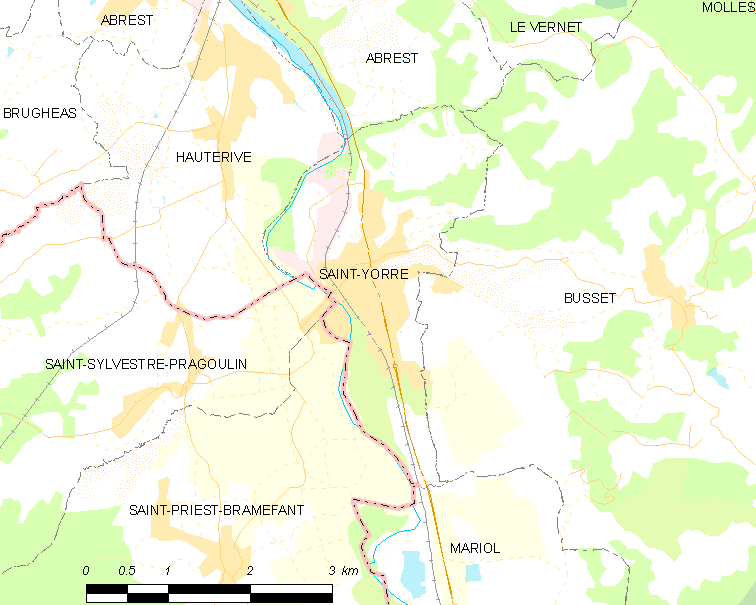
圣约尔的OSM定位图

圣约尔的时区为UTC+01:00、UTC+02:00（夏令时）。

## 行政
圣约尔的邮政编码为03270，INSEE市镇编码为03264。

## 政治
圣约尔所属的省级选区为维希第二县。

## 人口

1962-2008年间圣约尔人口变化图示

圣约尔于2022年1月1日时的人口数量为2618人。